# Bức tranh tường trên Phố Piotrkowska

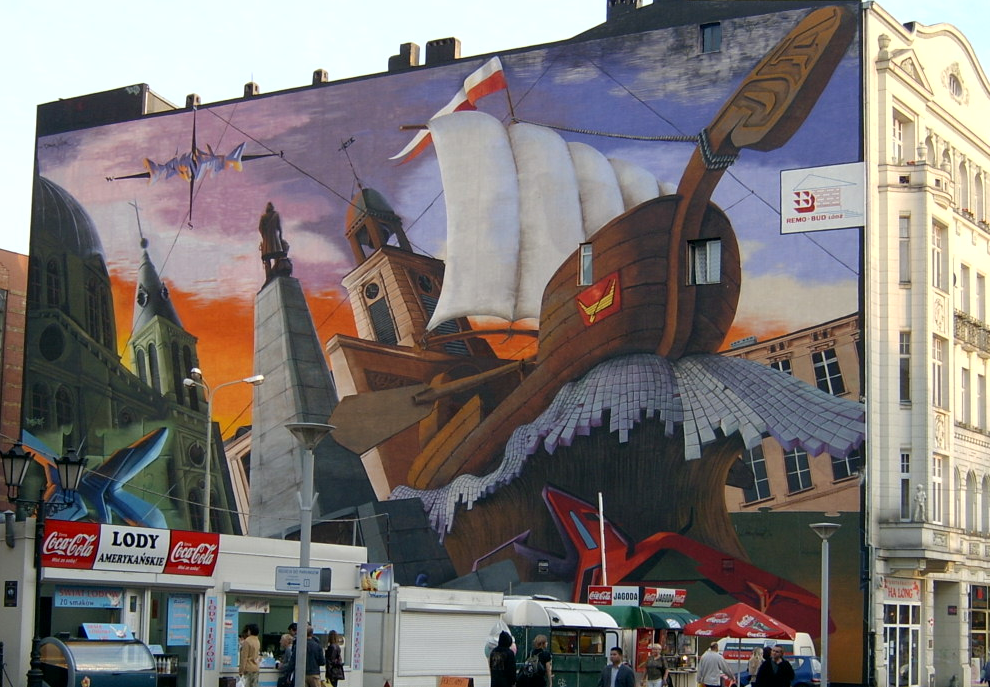
Ảnh chụp Bức tranh tường trên Phố Piotrkowska

Bức tranh tường trên Phố Piotrkowska (tiếng Ba Lan: Mural przy Piotrkowskiej) là bức tranh tường trên ngôi nhà chung cư tọa lạc số 152 Phố Piotrkowska, thành phố Łódź.
Năm 2000, trong chiến dịch Kolorowa Tolerancja (tạm dịch là Lòng khoan dung muôn màu), các họa sĩ tham gia đã có ý tưởng vẽ một bức tranh tường cỡ lớn, rộng 600m². Ý tưởng này được thông qua vào tháng 8 năm 2001. Nhóm họa sĩ này bắt tay thực hiện từ tháng 9 và hoàn thành bức tranh vào ngày 26 tháng 11.
Ban đầu, bức tranh mang tên "Łódź zwycięska" (tạm dịch là Cánh buồm Łódź) vẽ con tàu chiến dập dềnh trên đại dương. Tuy nhiên, bức vẽ này không được chấp nhận với lý do "không mang tính đô thị lắm, với quá ít yếu tố gắn liền với con phố Piotrkowska".
Tác giả của bức tranh tường khổng lồ này là các thành viên của nhóm Design Futura. Khoảng 2.000 bình xịt được sử dụng để tạo ra bức tranh dài 30 m và cao 20 m.
Năm 2012, đây là một trong những bức tranh tường graffiti lớn nhất Châu Âu (tại thời điểm bức vẽ hoàn thành năm 2001, đây là bức tranh tường lớn nhất thế giới).